# Roberto Enrique Casís
Roberto Enrique Casís (n. 19 de julio de 1927, Reconquista - f. 9 de diciembre de 2011, Santa Fe) fue un farmacéutico argentino que fungió como intendente de la Ciudad de Santa Fe y gobernador de la Provincia de Santa Fe durante el Proceso de Reorganización Nacional.
Fue intendente de la ciudad de Santa Fe alrededor de 1981.
El presidente (de facto) Leopoldo Fortunato Galtieri (con el aval de la Junta Militar) lo nombró en el cargo de gobernador de la Provincia de Santa Fe el 13 de enero de 1982. Caducado su mandato, fue confirmado por el nuevo jefe de Estado, Reynaldo Bignone, el 21 de julio de 1982.
Presentó renuncia, la cual fue aceptada por Bignone el 24 de febrero de 1983. Su profesión fue farmacéutico.